# Persha Liha
La Persha Liha (en ucraniano: Перша ліга) o Primera Liga de Ucrania es la segunda división del sistema de ligas del fútbol ucraniano. Fue fundada en 1991 y consta de 16 clubes que también participan en la Copa de Ucrania.

## Historia
La liga se sitúa por debajo de la Vyscha Liha (conocida actualmente como la Liga Premier de Ucrania). Se incorporó a la organización PFL que combinaba todas las ligas de fútbol de clubes no amateurs (Top, Primera y Segunda). El 26 de mayo de 1996 tuvo lugar la Conferencia Constituyente de clubes no amateurs que creó la liga profesional, y confirmó su estatuto así como su administración. La mayoría de los clubes que habían participado anteriormente en las competiciones de la liga de fútbol ucraniana se reorganizaron como profesionales, un proceso que en realidad comenzó a finales de los años 1980. Los dos mejores equipos de la Persha Liha promocionan a la Liga Premier de Ucrania, en la que los dos peores equipos desciende desde esta a la Persha Liha.

## Equipos de la temporada 2025-26
Los siguientes equipos están compitiendo en la temporada 2025-26. Tenga en cuenta que, entre paréntesis, se muestran las ciudades y estadios de origen reales.
| Equipo                       | Ciudad local        | Estadio                             | Capacidad |
| ---------------------------- | ------------------- | ----------------------------------- | --------- |
| Ahrobiznes Volochysk         | Volochysk           | Estadio Yunist de Volochysk         | 2.700     |
| Bukovyna Chernivtsi          | Chernivtsí          | Estadio Bukovyna                    | 12.000    |
| FC Chernihiv                 | Chernígov           | Chernihiv Arena                     | 500       |
| Chornomorets Odesa           | Odesa               | Estadio Chernomorets                | 34.164    |
| Inhulets Petrove             | Petrove             | Estadio Inhulets                    | 1.720     |
| Livyi Bereh Kyiv             | Kiev                | Arena Livyi Bereh                   | 4.700     |
| FC Mynai                     | Mynai               | Mynai Arena                         | 1.312     |
| FSC Mariupol                 | Borýspil (Mariupol) | Estadio Kolos (Estadio Zakhidnyi)   | 5.400     |
| Metalist Járkov              | Úzhgorod (Járkov)   | Estadio Avanhard (Estadio Metalist) | 10.383    |
| Nyva Ternopil                | Ternopil            | Estadio Roman Shukhevych Ternopil   | 15.150    |
| Podillya Khmelnytskyi        | Khmelnytskyi        | Complejo Deportivo Podillia         | 6.800     |
| Probiy Horodenka             | Horodenka           | Probiy Arena                        | 2.286     |
| Prykarpattia Ivano-Frankivsk | Ivano-Frankivsk     | MCS Rukh                            | 6.200     |
| UCSA Tarasivka               | Kiev                | Estadio Bannikov                    | 1.678     |
| Viktoriya Sumy               | Sumy                | Estadio Yuvileiny                   | 25.830    |
| Vorskla Poltava              | Poltava             | Estadio Oleksiy Butovskyi Vorskla   | 24.795    |

## Historial
Los clubes ascendidos a la Liga Premier están resaltados en negrita.
| Temporada | Campeón | Subcampeón | Tercer puesto |
| --------- | --- | --- | --- |
|           | | | |
| 1992      | Veres Rivne (A) | Pryladyst Mukacheve | Polihraftekhnika Oleksandria |
| 1992      | Kryvbas Kryvyi Rih (B) | Metalurh Nikopol | Artania Ochakiv |
| 1992–93   | Nyva Vinnytsia | Temp Shepetivka | Naftovyk Okhtyrka |
| 1993–94   | Prykarpattya Ivano-Frankivsk | Evis Mykolaiv | Polihraftekhnika Oleksandria |
| 1994–95   | Zirka-NIBAS Kirovohrad | CSKA-Borysfen Boryspil | Metalurh Nikopol |
| 1995–96   | Vorskla Poltava | Bukovyna Chernivtsi | Stal Alchevsk |
| 1996–97   | Metalurh Donetsk | Dynamo-2 Kiev | Metalurh Mariupol |
| 1997–98   | SC Mykolaiv | Dynamo-2 Kiev | Metalist Kharkiv |
| 1998–99   | Dynamo-2 Kiev | Chernomorets Odessa | Torpedo Zaporizhia |
| 1999–00   | Dynamo-2 Kiev | Stal Alchevsk | FC Cherkasy |
| 2000–01   | Dynamo-2 Kiev | Zakarpattia Uzhgorod | Polihraftekhnika Oleksandria |
| 2001–02   | Volyn Lutsk | Chernomorets Odessa | Obolon Kiev |
| 2002–03   | Zirka Kirovohrad | Borysfen Boryspil | Dynamo-2 Kiev |
| 2003–04   | Zakarpattia Uzhgorod | Metalist Kharkiv | Naftovyk Okhtyrka |
| 2004–05   | Stal Alchevsk | Arsenal Kharkiv | Zarya Lugansk |
| 2005–06   | Zarya Luhansk | Karpaty Lviv | Obolon Kiev |
| 2006–07   | Naftovyk-Ukrnafta Okhtyrka | Zakarpattia Uzhgorod | Obolon Kiev |
| 2007–08   | Illichivets Mariupol | FC Lviv | Obolon Kiev |
| 2008–09   | Zakarpattia Uzhgorod | Obolon Kiev | PFC Oleksandria |
| 2009–10   | PFC Sevastopol | Volyn Lutsk | Stal Alchevsk |
| 2010–11   | PFC Oleksandria | Chernomorets Odessa | Stal Alchevsk |
| 2011–12   | Hoverla-Zakarpattia Uzhhorod | Metalurh Zaporizhya | FC Sevastopol |
| 2012–13   | FC Sevastopol | Stal Alchevsk | PFC Oleksandria |
| 2013–14   | Olimpik Donetsk | PFC Oleksandria | Stal Alchevsk |
| 2014–15   | FC Oleksandriya | Stal Dniprodzerzhynsk | Hirnyk-Sport Komsomolsk |
| 2015–16   | Zirka Kirovohrad | Cherkaskyi Dnipro | Obolon-Brovar Kiev |
| 2016–17   | Illichivets Mariupol | Desna Chernígov | Veres Rivne |
| 2017–18   | Arsenal Kyiv | FC Poltava | Desna Chernihiv |
| 2018–19   | SC Dnipro-1 | Kolos Kovalivka | Volyn Lutsk |
| 2019–20   | Mynai | Rukh Lviv | Inhulets Petrove |
| 2020–21   | Veres Rivne | Chornomorets Odessa | Metalist 1925 Járkov |
| 2021-22   | Temporada suspendida por la Invasión rusa de Ucrania. Metalist Járkov y Kryvbas Kryvyi Rih fueron ascendidos por ocupar las primeras dos plazas de la categoría al estallar el conflicto. | Temporada suspendida por la Invasión rusa de Ucrania. Metalist Járkov y Kryvbas Kryvyi Rih fueron ascendidos por ocupar las primeras dos plazas de la categoría al estallar el conflicto. | Temporada suspendida por la Invasión rusa de Ucrania. Metalist Járkov y Kryvbas Kryvyi Rih fueron ascendidos por ocupar las primeras dos plazas de la categoría al estallar el conflicto. |
| 2022-23   | Polissya Zhytomyr | Obolón-Kiev | LNZ Cherkasy |
| 2023-24   | Inhulets Petrove | Karpaty Lviv | Livyi Bereh Kyiv |

Nota: En 1992 había dos grupos de los cuales el campeón de cada uno lograba el ascenso.